# Lanterne semaforiche per corsie reversibili
L'animazione riportata a destra rappresenta i seguenti tre casi:
- Nel 1º caso sono utilizzabili tutte e tre le corsie, come corsie di marcia.
- Nel 2º caso la corsia di marcia di destra deve essere sgombrata perché è prossima alla chiusura.
- Nel 3º caso solo le due corsie di sinistra sono corsie utilizzabili.

Le lanterne semaforiche per corsie reversibili sono, secondo l'articolo 41 del Codice della strada italiano, i segnali luminosi utilizzati per regolare la reversibilità delle corsie.
Ai sensi dell'articolo 164 del regolamento di attuazione del codice della strada queste lanterne possono essere utilizzate per:
- consentire la reversibilità del senso di marcia su determinate corsie di una carreggiata suddivisa in tre o più corsie (utilizzabili ad esempio nelle rare superstrade a tre corsie)
- regolare i varchi delle barriere di pedaggio autostradali.

Queste lanterne vengono usualmente collocate anche negli accessi delle gallerie autostradali o delle superstrade e per regolare l'utilizzo delle terza corsia dinamica (presenti ad esempio nella tangenziale di Mestre). Non vengono quindi utilizzate per regolare la reversibilità delle corsie ma per segnalare l'apertura o la chiusura (a causa di ostacoli presenti lungo la corsia o per la regolazione dei flussi veicolari) delle corsie.
Le lanterne semaforiche devono essere collocate sopra ciascuna corsia della carreggiata e devono visualizzare uno dei seguenti simboli:
- freccia verde a luce fissa con la punta diretta verso il basso;
- freccia gialla lampeggiante con la punta diretta verso il basso ma inclinata di 45° verso destra o verso sinistra;
- x rossa fissa.

con i seguenti rispettivi significati:
- la corsia è percorribile;
- la corsia deve essere abbandonata a favore della corsia indicata dalla freccia;
- la corsia non è percorribile.